# Anne Sexton
Anne Sexton (1928-1974) va ser una poeta estatunidenca, reconeguda per la seva poesia confessional. Va obtenir el premi Pulitzer de poesia en 1967.

## Biografia i carrera literària
Anne Sexton (nascuda sota el nom d'Anne Gray Harvey) va néixer el 9 de novembre de 1928 en el si d'una família burgesa de Massachusetts. Filla d'un reeixit fabricador de llanes, era la menor de tres germanes. Sempre va viure en bons barris de Boston. Va decidir deixar els estudis per casar-se. El seu primer contacte amb la depressió va ser en el pospart de la seva primera filla.
Va passar la major part de la seva vida als voltants de Boston. Va viure a San Francisco i Baltimore. En 1945, va estudiar en un col·legi-pensió, la Rogers Hall School, a Lowell (Massachusetts). Es va casar el 1948 amb Alfred Muller Sexton II, conegut pel pseudònim «Kayo». Van viure junts fins al seu divorci en 1973, i van tenir dues filles, Limita Gray Sexton (1953), que seria novel·lista, i Joyce Sexton (1955).
En 1954 se li va diagnosticar depressió postpart, va sofrir el seu primer col·lapse nerviós, i va ser admesa a l'hospital Westwood Lodge. En 1955, després del naixement de la seva segona filla, Sexton va sofrir una altra crisi i va ser hospitalitzada de nou; les seves filles van ser enviades a viure amb els seus avis paterns. Aquest mateix any, en el seu aniversari va intentar suïcidar-se.
El seu metge, el doctor Martin Orne, la va encoratjar a escriure poesia i el 1957 va participar en un taller de poesia animat per John Holmes. Poc després, els seus poemes van conèixer cert reconeixement, sobretot amb les seves publicacions en diverses revistes de prestigi nord-americanes com el New Yorker, Harper's Magazine o Saturday Review. El seu mentor, W. D. Snodgrass, va intentar desenvolupar la seva creativitat. El seu poema "Heart's Needle" la va inspirar per escriure "The Double Image", poema sobre les relacions entre mare i filla.
En el taller de John Holmes, va conèixer a la poetessa Maxine Kumin, de qui no es va separar fins al final de la seva vida i amb qui va escriure 4 llibres infantils (publicats entre 1963 i 1975). En un altre taller va conèixer Sylvia Plath,  animada per Robert Lowell. I més tard dirigirà els seus propis tallers en el Boston College, l'Oberlin College i la Colgate University.
Sexton ofereix al lector una visió íntima de l'angoixa emocional que va caracteritzar la seva vida. Anne va convertir l'experiència de ser dona en el tema central en la seva poesia, és la figura moderna del poeta confessionalista, malgrat que va suportar crítiques per tractar assumptes tals com la menstruació, l'avortament i la drogoaddicció.
Sexton va ser una dona reconeguda i premiada en el seu temps, becada per escriure els llibres, professora titular a la Universitat de Boston, guanyadora del Pulitzer de poesia el 1967 pel llibre Live or Die (Viu o mor), i després jurat del prestigiós premi. També li va ser atorgada, l'agost de 1959, la beca Robert Frost per assistir a la conferència d'escriptors de Bread Loaf, i el 1965 li van atorgar un viatge subvencionat pel Congrés per la Llibertat de la Cultura. També fou membre de la Royal Society of Literature i la primera dona membre del capítol de Harvard de Phi Beta Kappa La seva poesia confessional la va convertir en una de les escriptores més famoses del seu país a pesar de que va haver de suportar crítiques per tractar assumptes aleshores encara tabú, tals com la menstruació, l'avortament i la drogaddicció.

## Mort
El 4 d'octubre de 1974, Anne Sexton va esmorzar amb Maxine Kumin per revisar les galerades del manuscrit de Sexton The Awful Rowing Toward God (L'horrible remar cap a Déu), programat per publicar-se el març de 1975. En tornar a casa es va posar l'abric de pell de la seva mare, es va llevar els anells, es va servir un got de vodka, es va tancar al garatge, i va encendre el motor de l'automòbil, per suïcidar-se per intoxicació per monòxid de carboni. Les seves restes es troben al cementiri-crematori de Forest Hills, als afores de Boston.

## Homenatge
El cantant i compositor Peter Gabriel li va escriure en homenatge una cançó titulada "Mercy Street" (nom que deriva de les obres de Sexton "45 Mercy Street" i "Mercy Street"), continguda en el seu àlbum Sota (1986).

### Poesia, prosa, cartes i teatre
- To Bedlam and Part Way Back (1960)
- The Starry Night (1961)
- All My Pretty Ones (1962)
- Live or Die (1966) - Premi Pulitzer de poesia en 1967
- Love Poems (1969)
- Mercy Street, obra en dos actes (1969), representada per The American Place Theatre
- Transformations (1971)
- The Book of Folly (1972)
- The Death Notebooks (1974)
- The Awful Rowing Toward God (1975, pòstum)
- 45 Mercy Street (1976, pòstum)
- Anne Sexton: A Self Portrait in Letters, editat per Linda Gray Sexton and Lois Ames (1977, pòstum)
- Words for Dr. I. (1978, pòstum)
- The Complete Poems, amb prefaci de Maxine Kumin (1981, pòstum)
- No Evil Star (selecció d'assajos, entrevistes i prosa), editat per Steven I. Colburn (1985, pòstum)

### Llibres per a nens
- Eggs of Things (il·lustrat per Leonard Shortall) (1963)
- More Eggs of Things (il·lustrat per Leonard Shortall) (1964)
- Joey and the Birthday Present (il·lustrat per Evaline Ness) (1974)
- The Wizard's Tears (il·lustrat per Evaline Ness) (1978, pòstum)

### Traduccions a l'espanyol
- L'assassí i altres poemes [Antologia]. Traducció de Jonio González i Jorge Ritter. Barcelona: Icària Editorial, 1996. ISBN 978-84-7426-307-7
- Viu o mor. Pròleg de Maxine Kumin. Introducció, traducció i notes de Julio Mas Alcaraz. Madrid: Edicions Vitruvi - Col·lecció Highway 66, 2008. ISBN 978-84-96830-69-1
- Transformacions [Selecció i traducció d'11 textos, dels 16 del llibre original]. Selecció i traducció de Angelika Scherp. Mèxic D. F.: Edicions Fòsfor, 2009.
- Poemes d'amor. Edició bilingüe. Traducció i introducció de Ben Clark. Orense: Edicions Linteo - Poesia nº 17, 2009. ISBN 978-84-96067-41-7
- Quinze poemes. Nota introductòria, selecció i traducció d'Elisa Ramírez Castañeda. Mèxic D. F.: Universitat Nacional Autònoma de Mèxic - Coordinació de Difusió Cultural - Adreça de Literatura - Material de Lectura - Seriï Poesia Moderna nº 109, 2011.
- Poesia completa. Edició bilingüe. Traducció, introducció i notes de José Luis Regna Palazón. Orense: Edicions Linteo - Poesia nº 36, 2013. ISBN 978-84-96067-89-9
- Anne Sexton: un autoretrato en cartes. Traducció d'Andrés Català, Ben Clark, Juan David González-Iglesias, Ainhoa Rebolledo. Orense: Edicions Linteo 2015. ISBN 978-84-942551-3-7

## Premis i honors
- 1962: Premi Levinson.[4]
- 1967: Premi Pulitzer de Poesia per Live or Die.[12]
- 1969: Beca Guggenheim.[13]